# 台北市消費者電子商務協會
台北市消費者電子商務協會（Secure Online Shopping Association；）成立於1999年，是由台灣主要電子商務及網路商業相關之企業與學界專家共同成立的一個「自律性信賴機制專業協會」。
協會致力於推動電子商務網站上資訊的透明化，推廣明確且安全的電子商務環境，為消費者提供一個可信賴的電子商務環境，並當消費者在網際網路上購物時面對交易糾紛時，協助消費者排除交易糾紛。2007年完成「線上選擇性爭議處理機制（Online ADR）」平台，提供電子商務消費者交易糾紛解決機制管道。 
目前台北市消費者電子商務協會核發優良電子商店及早期由經濟部商業司所發起的資訊透明化商店兩種網路購物安全自律標章。

## 外部連結
- 台北市消費者電子商務協會 （页面存档备份，存于）（繁體中文）